# Таврійське (Бериславський район)
Таврі́йське — село в Україні, у Тягинській сільській громаді Бериславського району Херсонської області. Населення становить 96 осіб.

## Населення

### Мовний склад
Рідна мова населення за даними перепису 2001 року:
| Мова       | Чисельність, осіб | Доля     |
| ---------- | ----------------- | -------- |
| Українська | 87                | 90,63 %  |
| Російська  | 8                 | 8,33 %   |
| Румунська  | 1                 | 1,04 %   |
| Разом      | 96                | 100,00 % |